# Kenosha, Wisconsin
Kenosha (phiên âm [kəˈnoʃə]) là một thành phố và là quận lỵ của Quận Kenosha, và là thành phố cực bắt của vùng đô thị Chicago.
Với dân số ước tính năm 2006 là 96.240, Kenosha là thành phố lớn thứ 4 ở tiểu bang Wisconsin sau Milwaukee, Madison, và Green Bay. Kenosha nằm ở bờ tây nam của Hồ Michigan, 32 dặm về phía nam của Milwaukee và 50 dặm về phía bắc của Chicago, Illinois.

## Địa lý
Kenosha có tọa độ 42°34′56″B 87°50′44″T / 42,58222°B 87,84556°TĐã đưa tham số không hợp lệ vào hàm {{#coordinates:}} (42.582220, -87.845624).1
Theo Cục điều tra dân số Hoa Kỳ, thành phố có tổng diện tích 62,1 km² (24,0 mi²). 61,7 km² (23,8 mi²) là diện tích đất và 0,4 km² (0,2 mi²) của nó (0,63%) là nước.
Biên giới phía đông của Kenosha là Hồ Michigan và giáp với các thị trấn Somers và Bristol lần lượt về phía bắc và phía tây và làng Pleasant Prairie to the south.

## Cơ cấu dân số
Theo cuộc điều tra dân số2 năm 2000, có 90.352 người, 34.411 hộ, và 22.539 gia đình sống ở trong thành phố. 